# Хелмце (Куявсько-Поморське воєводство)
Хелмце (пол. Chełmce) — село в Польщі, у гміні Крушвиця Іновроцлавського повіту Куявсько-Поморського воєводства.
Населення — 514 осіб (2011).
У 1975-1998 роках село належало до Бидгощського воєводства.

## Демографія
Демографічна структура станом на 31 березня 2011 року:
|          | Загалом | Допрацездатний вік | Працездатний вік | Постпрацездатний вік |
| -------- | ------- | ------------------ | ---------------- | -------------------- |
| Чоловіки | 249     | 50                 | 169              | 30                   |
| Жінки    | 265     | 38                 | 162              | 65                   |
| Разом    | 514     | 88                 | 331              | 95                   |